# Impromptu dans les jardins du Luxembourg
Albums de Alain Chamfort
Le Plaisir
(2003) Le chemin est le bonheur
(2006)
Impromptu dans les jardins du Luxembourg est un album live du chanteur français Alain Chamfort. Cet album, sorti en 2005, a été produit à partir d'un enregistrement public à Paris VIe.

## Titres
| Disque 1 | Disque 1                                            | Disque 1 | Disque 1 | Disque 1 | Disque 1 | Disque 1 | Disque 1 | Disque 1 | Disque 1 |
| No       | Titre                                               | Durée    |          |          |          |          |          |          |          |
| -------- | --------------------------------------------------- | -------- | -------- | -------- | -------- | -------- | -------- | -------- | -------- |
| 1.       | Le grand retour                                     | 4'56     |          |          |          |          |          |          |          |
| 2.       | Charmant petit monstre                              | 3'53     |          |          |          |          |          |          |          |
| 3.       | L'hôtel des insomnies                               | 3'43     |          |          |          |          |          |          |          |
| 4.       | Paradis                                             | 4'13     |          |          |          |          |          |          |          |
| 5.       | Les beaux yeux de Laure                             | 4'00     |          |          |          |          |          |          |          |
| 6.       | Malaise en Malaisie (chœurs Skye)                   | 4'17     |          |          |          |          |          |          |          |
| 7.       | Qu'est-ce que t'as fait d'mes idées noires ?        | 4'27     |          |          |          |          |          |          |          |
| 8.       | Les spécialistes                                    | 3'47     |          |          |          |          |          |          |          |
| 9.       | Joujou la casse                                     | 3'52     |          |          |          |          |          |          |          |
| 10.      | Bambou                                              | 4'06     |          |          |          |          |          |          |          |
| 11.      | L'ennemi dans la glace (Duo avec Bertrand Burgalat) | 4'34     |          |          |          |          |          |          |          |
| 12.      | Si tu t'en allais                                   | 4'12     |          |          |          |          |          |          |          |
| 50'06    |                                                     |          |          |          |          |          |          |          |          |

| Disque 2 | Disque 2                                                                   | Disque 2 | Disque 2 | Disque 2 | Disque 2 | Disque 2 | Disque 2 | Disque 2 | Disque 2 |
| No       | Titre                                                                      | Durée    |          |          |          |          |          |          |          |
| -------- | -------------------------------------------------------------------------- | -------- | -------- | -------- | -------- | -------- | -------- | -------- | -------- |
| 1.       | Lili Shanghaï                                                              | 4'11     |          |          |          |          |          |          |          |
| 2.       | Chasseur d'ivoire (interprété par Helena Noguerra, chœurs et guitare Skye) | 4'59     |          |          |          |          |          |          |          |
| 3.       | Reine d'Autriche (interprété par Dani)                                     | 3'20     |          |          |          |          |          |          |          |
| 4.       | Adieu mon bébé chanteur / Madona, Madona                                   | 3'57     |          |          |          |          |          |          |          |
| 5.       | Manureva                                                                   | 6'06     |          |          |          |          |          |          |          |
| 6.       | Tombouctou (interprété par Vincent Delerm)                                 | 4'24     |          |          |          |          |          |          |          |
| 7.       | Sinatra                                                                    | 3'53     |          |          |          |          |          |          |          |
| 8.       | Palais Royal                                                               | 4'14     |          |          |          |          |          |          |          |
| 9.       | Géant                                                                      | 4'34     |          |          |          |          |          |          |          |
| 10.      | Clara veut la Lune                                                         | 6'06     |          |          |          |          |          |          |          |
| 11.      | Entre cafard et bourdon / Love is a gift (interprétés par Skye)            | 3'46     |          |          |          |          |          |          |          |
| 12.      | Fuyons                                                                     | 4'45     |          |          |          |          |          |          |          |
| 13.      | Épilogue - La plainte du blessé léger (à l'orgue de barbarie)              | 2'56     |          |          |          |          |          |          |          |
| 53'04    |                                                                            |          |          |          |          |          |          |          |          |

## Classement
| Classement (2005) | Meilleure place |
| ----------------- | --------------- |
| France (SNEP)     | 138             |